# Перек, Жорж
Жорж Пере́к (фр. Georges Perec; 7 марта 1936, Париж — 3 марта 1982, Иври-сюр-Сен, под Парижем) — французский писатель и кинорежиссёр.

## Биография
Родился в семье еврейских иммигрантов из Польши Ицека-Юдки Переца и Цирл Шулевич, по отцовской линии был в родстве с писателем Ицхоком-Лейбушем Перецем. Призванный в армию, отец погиб от ранения в 1940 году. Большинство родных погибли в гитлеровских лагерях и во время депортации (мать — в Освенциме), поиск их следов, усилие памяти и невозможность их вернуть стали движущей силой прозы Перека.
С 1955 года сотрудничал с журналом «Нувель ревю франсез», с 1966-го — член литературной группы УЛИПО, объединявшей поиски писателей и математиков. Многое из написанного Переком напечатано посмертно. В 1982 году создана Ассоциация Жоржа Перека, среди прочего она публикует «Тетради», посвященные его биографии и творчеству (издано 9 тематических выпусков). Умер 3 марта 1982 под Парижем от рака лёгких, вызванного заядлым курением.
Является автором романа-липограммы «La Disparition» («Исчезание»; 1969 год), в котором отсутствует самая часто встречающаяся гласная буква французского языка — «e». По такому же принципу — без буквы «e» — книга была переведена на английский, немецкий и итальянский языки; в испанском переводе нет буквы «a» — наиболее употребительной гласной этого языка. В русском переводе Валерия Кислова, изданном в 2005 году под названием «Исчезание», отсутствует буква «о» — самая употребительная гласная в русском языке.

## Произведения
- «Вещи» (1965, премия Ренодо)
- «Что за велосипед с хромированным рулем в глубине двора?» (1966)
- «Человек, который спит» (1967)
- «Исчезание» (1969)
- «Преведенее» (1972)
- «Тёмная лавочка» (1973)
- «Просто пространства» (1974)
- «Дубль-ве, или Воспоминание детства» (1975)
- «Алфавиты» (1976)
- «Я помню» (1978)
- «Жизнь, способ употребления» (1978, премия Медичи)
- «Кунсткамера» (1979)
- «Кроссворды» (1979)
- «Заключение и другие стихи» (1980)
- «Вечность» (1981)
- «Театр 1» (1981)

Посмертно опубликованные:
- «Думать/Классифицировать» (1985)
- «53 дня» (1989)
- «Я родился» (1990)
- «Зимнее путешествие» (1993) и др.
- «Кондотьер» (2012)

## Публикации на русском языке

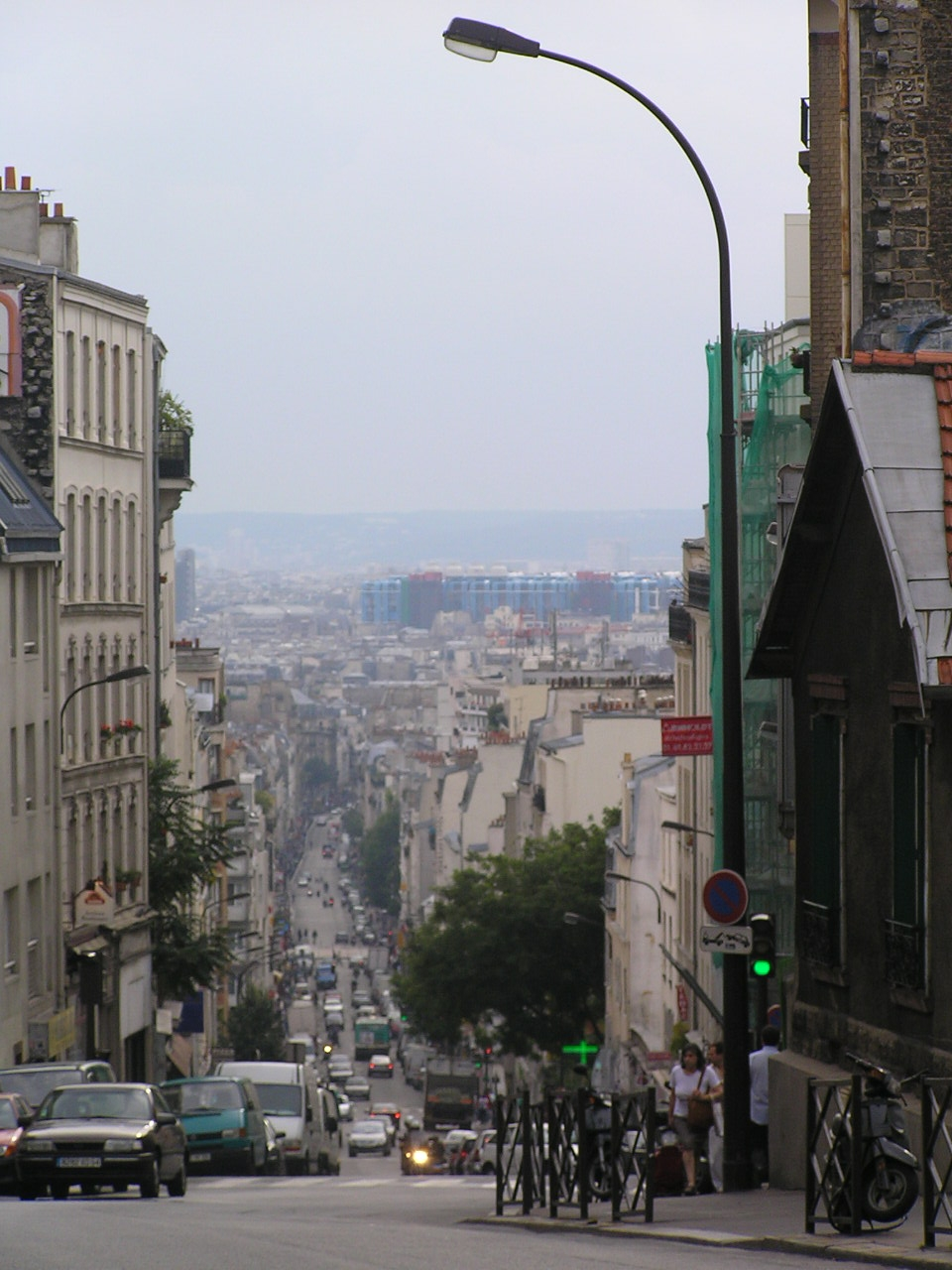
Париж, улица в квартале Менильмонтан, где прошло детство Перека

- Вещи. М.: Молодая гвардия, 1967 (пер. Т. Ивановой)
- Тёмная лавочка (1973) // Иностранная литература, 2003, № 12 (пер. И. Радченко)
- Зимнее путешествие (1993) // Французская новелла 1970—1995. М.: РИК «Культура», 1999 (пер. Ю. Стефанова)
- Кунсткамера (1979). СПб.: Аксиома, 2001 (пер. В. Кислова)
- Исчезновение (2001) // Киев: Ника-Центр (пер. А. Асташонка-Жгировского)
- W или воспоминание детства. СПб.: изд. Ювента. 2002 (пер. В. Кислова)
- Исчезание. СПб.: Издательство Ивана Лимбаха. 2005 (пер. В. Кислова)
- Человек, который спит. М.: изд. Флюид. 2006 (пер. В. Кислова)
- Жизнь способ употребления. СПб.: Издательство Ивана Лимбаха. 2009 (пер. В. Кислова)
- Увеличение // Антология современной французской драматургии. Т.2. М.: Н. Л. О. 2011 (пер. В. Кислова)
- Просто пространства. СПб.: Издательство Ивана Лимбаха. 2012 (пер. В. Кислова)
- Думать / Классифицировать: Эссе // Иностранная литература, 2012, № 5 (пер. В. Кислова)
- Кондотьер. СПб.: Издательство Ивана Лимбаха, 2014 (пер. В. Кислова)
- W, или Воспоминание детства; Эллис-Айленд; из книги "Я родился". СПб.: Издательство Ивана Лимбаха. 2015 (пер. В. Кислова)

- Зачарованный взгляд. СПб.: Издательство Ивана Лимбаха, 2017 (пер. В. Кислова)
- Попытка исчерпания одного парижского места // Иностранная литература, номер 2020, № 3 (Пер. В. Кислова)